# Ludvíkov
Ludvíkov är en ort i Tjeckien. Den ligger i den östra delen av landet, 210 km öster om huvudstaden Prag. Ludvíkov ligger 634 meter över havet och antalet invånare är 352.
Terrängen runt Ludvíkov är kuperad. Runt Ludvíkov är det ganska glesbefolkat, med 34 invånare per kvadratkilometer. Närmaste större samhälle är Vrbno pod Pradědem, 3,5 km nordost om Ludvíkov. I omgivningarna runt Ludvíkov växer i huvudsak barrskog.